# 卡辛 (格拉纳达省)
卡辛，是西班牙安达卢西亚自治区格拉纳达省的一个市镇。总面积40平方公里，2001年普查人口總數為736人，人口密度為每平方公里18人。